# Arnadi (Niger)
Arnadi (auch: Abnadi) ist ein Dorf in der Landgemeinde Guidiguir in Niger.

## Geographie
Das Dorf befindet sich rund 21 Kilometer nordöstlich des Hauptorts Guidiguir der gleichnamigen Landgemeinde, die zum Departement Gouré in der Region Zinder gehört. Zu weiteren Siedlungen in der Umgebung von Arnadi zählen Gadori im Nordwesten, Gabana im Nordosten, Abbari im Osten und Gazabalé im Südosten.
Die Siedlung besteht aus einem nördlichen und einem südlichen Ortsteil, die jeweils von eigenen traditionellen Ortsvorstehern (chefs traditionnels) geleitet werden: Arnadi Nord und Arnadi Sud. Arnadi liegt in der Landschaft Mounio. Östlich des Dorfs erheben sich magmatische Felsen aus Chalcedon-Granit.
Es herrscht das Klima der Sahelzone vor, mit einer durchschnittlichen jährlichen Niederschlagsmenge zwischen 300 und 400 mm.

## Bevölkerung
Bei der Volkszählung 2012 hatte Arnadi 955 Einwohner, die in 187 Haushalten lebten. Bei der Volkszählung 2001 betrug die Einwohnerzahl 841 in 168 Haushalten.
Die Bevölkerungsdichte in diesem Gebiet ist mit über 100 Einwohnern je Quadratkilometer hoch. In Arnadi wird die Sprache Kanuri gesprochen.

## Wirtschaft und Infrastruktur
Das Gebiet der Ebenen im Süden der Region Zinder, in dem die Siedlung liegt, ist von einer anhaltenden Degradation der ackerbaulichen Flächen gekennzeichnet, die mit der hohen Bevölkerungsdichte in Zusammenhang steht. Eine Getreidebank wurde 2001 etabliert. Viehzüchter nutzen die Gegend beim Dorf für ihre Herden.
Mit einem Centre de Santé Intégré (CSI) ist ein Gesundheitszentrum in Arnadi vorhanden. Es gibt eine Schule. Die asphaltierte Nationalstraße 1, die längste Fernstraße Nigers, führt durch das Dorf.